# Griffier (volksvertegenwoordiging)
Een griffier is een ander woord voor secretaris. Griffiers komen voor bij de volksvertegenwoordiging in het openbaar bestuur. In gemeenten en provincies staat de griffier, de eerste juridische beleidsadviseur van de raad, aan het hoofd van de griffie. Het bureau van een griffier of zijn ambt in het algemeen wordt de griffie genoemd.

## Nederland
Als ondersteuning van politieke lichamen zijn er griffiers. Deze griffier is een soort directeur of secretaris-generaal die de leiding heeft over de ambtenaren van het parlement, de raad, en dergelijke. Zo is de Griffier van de Tweede Kamer primair verantwoordelijk voor ondersteuning van de Voorzitter van de Kamer tijdens het plenaire debat en zij adviseert de Voorzitter over procedurele en staatsrechtelijke aspecten van het werk van de Tweede Kamer. De Griffier is daarnaast verantwoordelijk voor de gehele ambtelijke organisatie en geeft direct leiding aan de diensten die het nauwst betrokken zijn bij de politiek: de Griffies Commissie en Plenair, de Stafdienst Voorlichting, het Onderzoeks- en Verificatiebureau en Protocol. De griffier van de Eerste Kamer is als griffier van de Verenigde Vergadering van de Staten-Generaal verantwoordelijk voor de organisatie van Prinsjesdag en de bijeenkomst van de Verenigde Vergadering tijdens de dag van inhuldiging van een nieuwe vorst.
Andere griffies kunnen meer of minder taken hebben, maar de centrale taak is steeds de administratie van de besluitvorming en de publicatie van de genomen besluiten.
In Nederland zijn er griffiers bij:
- Eerste Kamer
- Tweede Kamer
- de Provinciale Staten (provincies)
- Gemeenteraad → raadsgriffier
- De Verenigde Vergadering (Waterschappen )
- Eilandsraad → eilandgriffier
- Hoge Raad der Nederlanden
- Rechtbanken
- Kantongerecht
- Gerechtshoven

Ingevolge artikel 61, tweede lid, van de Grondwet benoemt elk der kamers van de Staten-Generaal een griffier. De functie van griffier van een kamer behoort hiermee tot de constitutionele ambten. De griffier is het hoofd van het ambtelijk apparaat dat de kamer ten dienste staat. De griffier en de overige ambtenaren van de kamers kunnen niet tevens lid van de Staten-Generaal zijn. Zie ook lijst van griffiers van de Eerste Kamer en lijst van griffiers van de Tweede Kamer der Staten-Generaal
Deze functionarissen worden ook beëdigd.

### Gemeenten en provincies
Vanwege de dualisering van het gemeentelijke en provinciale bestel is er bij de gemeenteraden en Provinciale Staten, verplicht sinds 7 maart 2002 en bij de staten in 2003, een nieuwe functionaris geïntroduceerd, respectievelijk de raadsgriffier en de statengriffier. De griffier is de secretaris van de gemeenteraad/provinciale staten geworden; de eerste adviseur van de raad/staten. De griffier ondersteunt de raad/staten, de voorzitter en zijn leden, de fracties, de door de raad/staten ingestelde commissies, het presidium etc. bij hun volksvertegenwoordigende, kaderstellende en controlerende rol. Daarnaast is de secretaris - welke functie nevengeschikt is aan die van de griffier - de eerste adviseur van het college geworden. Deze functionaris ondersteunt het college bij zijn uitvoerende taken.
De raadsgriffier bij de gemeenteraad bestaat sinds 2002. Toen de Wet dualisering gemeentebestuur in werking trad, is bij amendement door de Tweede Kamer artikel 100 van de Gemeentewet aangepast, zodat daarin staat dat in iedere gemeente een secretaris en een griffier is. Er vond een ontvlechting plaats tussen gemeenteraad en college van burgemeester en wethouders. Voorheen was de gemeentesecretaris de ambtelijk secretaris van zowel de raad als het college. Sinds 2002 is de secretaris ambtelijk secretaris van het college en directeur van de ambtelijke organisatie en de griffier de ambtelijk secretaris van de raad en eerste adviseur van de burgemeester in diens taak als voorzitter van de raad. De griffier wordt benoemd en zo nodig ontslagen door de raad en maakt geen deel uit van de gemeentesecretarie. In grotere gemeenten geeft de griffier leiding aan een afdeling met medewerkers. Deze wordt de griffie genoemd.
De bij provincies gebruikte termen gaven aanleiding tot verwarring. Tot de dualisering van het provinciaal bestuur kenden de Nederlandse provincies namelijk een griffier, wiens positie dezelfde was als die van een gemeentesecretaris. Sinds de dualisering wordt die griffier provinciesecretaris genoemd en is er een griffier bij gekomen.
Bij een gemeente of provincie zijn in een griffie van redelijke omvang vaak specialismen te onderscheiden. De griffier zelf treedt op als ambtelijk secretaris en adviseur van de gemeenteraad respectievelijk Provinciale Staten. Voor commissies zijn er raadsadviseurs resp. statenadviseurs die optreden als commissiegriffiers. Zij kunnen een juridische, bestuurskundige of financieel-economische achtergrond hebben. Daarnaast zal een dergelijke griffie beschikken over communicatieadviseurs en administratieve medewerkers. Voor de rekenkamerfunctie zijn vaak een ambtelijk secretaris en/of onderzoeker(s) actief. Hoewel de rekenkamerfunctie autonoom is, worden bij veel overheden de ambtelijke medewerkers daarvan tot de griffie gerekend.

## België
In België zijn er griffiers bij:
- Kamer van volksvertegenwoordigers
- de Senaat
- het Vlaams Parlement
- het Waals Parlement
- het Parlement van de Franse Gemeenschap
- het Parlement van het Brussels Hoofdstedelijk Gewest
- het Parlement van de Duitstalige Gemeenschap
- de provincies
- hoven en rechtbanken

## CMC en MMC
(International Certified Municipal Clerk en Master Municipal Clerk)
Griffiers van gemeenten kunnen gecertificeerd worden door het International Institute for Municipal Clerks (IIMC). Het IIMC is een professionele wereldwijde non-profitorganisatie die onder meer de opleiding en certificering van griffiers bevordert aan internationale instituten, hogescholen en universiteiten.
In Nederland is het DIMC (Dutch Institute for Municipal Clerks), onder toezicht van het Educational Committee, gecertificeerd om opleidingen aan griffiers aan te bieden of te beoordelen die deel uit kunnen maken van het opleidingsprogramma dat griffiers moeten doorlopen om de titel CMC (Certified Municipal Clerk) respectievelijk MMC (Master Municipal Clerk) te kunnen behalen.
Om de titel CMC (Certified Municipal Clerk) te mogen voeren dient een (kandidaat-)griffier een uitgebreid opleidingsprogramma te doorlopen, ervaring te hebben opgebouwd in een gemeentelijke organisatie en een aantal sociale voor het vakgebied relevante activiteiten te hebben ontplooid of andere geaccordeerde bijdragen te hebben geleverd aan het griffiersvak. De certificering van een griffier vormt de basis om de uitdagingen van de complexe rol van een griffier aan te kunnen gaan. Een gecertifieerde griffier heeft zich ook verplicht aan de internationale Code of Ethics van het IIMC.
Na het behalen van de titel CMC is het mogelijk om op het hoogste niveau een vervolgprogramma te doorlopen dat kan leiden tot de toekenning van de titel MMC (Master Municipal Clerk). Dat bereidt deze griffiers er op voor om complexe gemeentelijke taken in hun vakgebied uit te voeren. Naast een zeer uitgebreide en zware opleidingseis kent dit programma ook een bijzondere sociale component waarin onder meer de uitstraling en de overdracht van kennis aan vakgenoten een onderdeel is.